# Carl Seffner
Carl Ludwig Seffner, född den 19 juni 1861 i Leipzig, död där den 2 oktober 1932, var en tysk skulptör.
Seffner studerade i hemstaden, i Berlin och i Italien. Han blev professor och hovråd. Seffner började med smärre genrefigurer (Fågelfängaren 1887, Leipzigs museum, med flera), men vann sitt rykte huvudsakligen genom en rad karaktärsfulla porträttbyster. Bland dessa märks Johann Sebastian Bach, Goethe som student, Karl Heine, Fredrik August III av Sachsen, Anton Springer, Carl Thiersch, Bernhard Windscheid och Carl Ludwig med flera på universitetet och andra institutioner i Leipzig samt Max Klinger (i Albertinum i Dresden). Andra finns i Bremen, Heidelberg, Berlin, Hamburg, Breslau, Strassburg med flera städer. Seffner utförde även en ryttarstaty av kung Albert av Sachsen (i Plauen). På uppdrag av tyska Gustaf Adolfsföreningen utförde han en sköld med inskription (i Riddarholmskyrkan).